# Lökön
Lökön är en ö i Finland. Den ligger i Finska viken och i kommunen Borgå i den ekonomiska regionen  Borgå i landskapet Nyland, i den södra delen av landet. Ön ligger omkring 55 kilometer öster om Helsingfors.
Öns area är 40,8 hektar och dess största längd är 1,3 kilometer i öst-västlig riktning.